# Karl Frenzel
 (juillet 2016).
- Si vous ne connaissez pas le sujet, laissez ce bandeau (vous pouvez alors contacter les auteurs).
- Si vous supprimez le contenu mis en cause (vous pouvez préalablement contacter les auteurs),

argumentez précisément cette suppression dans la page de discussion
(un manque de référence n'est pas un argument ; une recherche réelle de référence doit avoir été effectuée, être formellement documentée).
Karl Frenzel, SS-Oberscharführer, (né le 20 août 1911 - mort le 2 septembre 1996) est un cadre de la SS et avait un grade équivalent à celui de feldwebel dans l'armée allemande. Il fut condamné pour crimes de guerre puis libéré pour raison de santé.

## Biographie
(mai 2023).
Karl Frenzel est né à Zehdenick dans l'arrondissement de Templin, le 20 août 1911. Son père est employé au chemin de fer et était un des responsables du parti social-démocrate d'Allemagne. Karl est allé à l'école primaire de 1918 à 1926 à Oranienbourg et par la suite il devient apprenti charpentier. À ce moment, il est membre de l'union des charpentiers du parti social démocrate. Après avoir passé avec succès son examen professionnel de charpentier en 1930, il se retrouva au chômage. Plus tard il parvint à trouver un emploi comme garçon-boucher. Le parti nazi à l'époque promettait des emplois pour tous s'il parvenait au pouvoir, ce qui motiva Karl Frenzel à rejoindre le NSDAP et plus tard la SA en août 1930. Son frère, étudiant en théologie, avait déjà rejoint le NSDAP un an auparavant. Son père rejoindra le NSDAP seulement en 1934. Karl Frenzel clama que l'antisémitisme affiché du parti nazi ne l'intéressait pas et le laissait indifférent.
En 1929, à l'âge de 18 ans, Frenzel avait rencontré sa première petite amie, qui se trouvait être juive. Leur relation amoureuse fut stoppée après deux ans quand elle apprit qu'il était membre du parti nazi. Elle et sa famille s'enfuirent aux États-Unis en 1934.
Frenzel servit comme auxiliaire de police en tant que chemise brune de la SA pendant l'été 1933. Grâce à ses relations au sein du pari nazi, il obtient un poste de charpentier puis de concierge.
En 1934, Frenzel se marie avec une catholique. Ils se marièrent à l'église et ont par la suite continué à la fréquenter régulièrement. Leurs cinq enfants furent tous baptisés, leur maison fut prospère et le mobilier acheté chez un marchand juif.
À la fin de la guerre, comme beaucoup d'autres femmes allemandes, l'épouse de Frenzel fut violée par des soldats soviétiques et elle contracta le typhus dont elle mourut peu de temps après.
Après la guerre, il retravailla comme charpentier en compagnie du SS-Unterscharführer Paul Bredow, tout comme lui ancien garde du camp de Sobibor.

## L'action T4
Au début de la Seconde Guerre mondiale, Frenzel fut enrôlé dans le Deutsche Arbeitsfront mais fut rapidement congédié car considéré comme soutien de famille. Ses frères furent versés dans l'armée et il fut pendant quelque temps écarté de toute action militaire. Répondant à la demande du parti de voir ses plus fidèles membres engagés, Frenzel fut dirigé vers un service spécial de la SS qui était à la base de l'action T4. Quand la Wehrmacht l'appela pour rejoindre les rangs de l'armée, le fait d'avoir été engagé dans l'action T4 bloqua sa convocation à servir dans l'armée régulière.
Avec d'autres membres de l'action T4, Frenzel se présenta à la maison Colombus vers la fin 1939, où furent pratiqués pour la première fois les essais d'euthanasie des handicapés mentaux. Il y travailla d'abord à la lingerie puis comme garde au château de Grafeneck, puis il travailla à la construction du centre d'euthanasie de Bernburg pour finalement se retrouver responsable de la disparition des preuves. À ce poste il était responsable de l'arrachement des dents en or des cadavres, de l'enlèvement des corps et de la crémation après que les victimes eurent été gazées. Il contrôlait également le bon fonctionnement des chambres à gaz et du crématoire.
Il est rapporté que Frenzel aurait participé à l'amélioration du processus de gazage et à la conception des chambres à gaz de Hadamar.
Cette première expérience au gazage et à la crémation lui assura à lui comme à ses collègues un poste dans la future machine des camps d'extermination. Le 20 avril 1942, il fut transféré dans le cadre de l'opération Reinhard au camp de Sobibor.

## Au camp de Sobibor
Karl Frenzel affirma toujours qu'au moment de recevoir l'ordre d'aller à Sobibor, le camp lui fut décrit comme un camp de travail à garder. Quand il découvrit ce qu'était réellement la nature du camp de Sobibor, il lui fut clairement expliqué que ce qui se passait à Sobibor ne devait absolument pas être discuté, car cela était un secret d'État. Outrepasser cette consigne l'exposait à la déportation ou la mort.  
Il commanda le "Bahnhofkommando" chargé de l'accueil des déportés descendant des convois de déportation. Il servit sous les ordres du SS Oberscharführer Gustav Wagner, le remplaçant quand ce dernier n'était pas disponible. À cette période, Frenzel sélectionnait parmi les déportés descendus du convoi de déportation ceux pouvant être utiles au bon fonctionnement interne du camp, mais désignant aussi ceux devant travailler à l'extérieur ou à l'intérieur du camp. Les déportés sélectionnés par Frenzel étaient gardés en vie, le reste du convoi étant immédiatement exterminé. Frenzel prenait ainsi part dans la machine d'extermination comme beaucoup d'autres dans l'opération Reinhard.
Frenzel usait de son fouet sans se retenir. Erich Bauer, un des commandants du Camp III décrivit Frenzel : "Il (Frenzel) fut l'un des SS les plus brutaux du groupe de SS gardant le camp, son fouet fut beaucoup utilisé". Pendant l'été 1943, un travailleur déporté juif du camp fut jugé pour avoir essayé de se suicider, il fut sauvé in-extremis, Frenzel l'insulta en lui criant qu'aucun juif n'avait le droit de se tuer lui-même et que seuls les Allemands avaient le droit de tuer. Frenzel fouetta à mort le condamné et l'acheva d'un balle dans la tête.
Des années plus tard, quand il fut questionné à ce sujet, Karl Frenzel assura toujours n'avoir donné que des "punitions" justes et méritées. En l'été 1943, après que deux juifs originaires de Chelm furent repris après s'être échappés du camp, la direction du camp fut réunie et c'est Karl Frenzel qui annonça lors de l'appel que le verdict pour toute tentative d'évasion serait la peine de mort. C'est lui-même personnellement qui poussa les deux condamnés évadés dans la zone interdite entre la clôture de barbelés et une corde à l'intérieur du camp qui matérialisait la limite à ne pas franchir dans le camp III. Cette zone interdite à tout prisonnier était la mort assurée par le tir des gardiens situés dans les miradors. Au total, vingt prisonniers furent abattus à la suite de cette tentative d'évasion.
Karl Frenzel se défendit quand on l'accusa lors du déchargement des convois de placer sur les charrettes des juifs en partance pour le processus d'extermination. Il déclara : "Après le déchargement du convoi, les enfants et tous les juifs trop faibles étaient de toute façon déposés dans ces charrettes. Au moment de la séparation des familles, de terribles scènes se produisaient. Des gens étaient séparés de leurs familles à coup de crosse de fusil ou à coups de fouet. Ils criaient furieusement, alors je ne pouvais pas faire face à cette tâche. Franz Reichleitner va dans mon sens, et il précise que c'est plutôt Paul Bredow qui se chargeait du placement et de l'escorte de ces charrettes".

## Arrestation et procès
À la fin de la guerre, il fut arrêté par des militaires des États-Unis, puis placé dans un camp de prisonniers de guerre du côté de Munich mais fut relâché. Libéré, il trouva un emploi comme technicien lumière. Le 22 mars 1962, alors qu'il faisait une pause à son travail, il fut identifié, arrêté et conduit devant un tribunal avec d'autres responsables SS où fut tenu le procès des bourreaux de Sobibor le 6 septembre 1965. L'accusation principale reposait sur le fait que Frenzel avait personnellement tué 42 juifs et participé au meurtre de masse d'environ 250 000 juifs.
Frenzel se justifia sur ses activités à Sobibor :
« J'ai toujours obéi, malgré les conditions de la guerre, ce qui est difficile à comprendre. J'ai malheureusement cru que ce que j'avais fait à Sobibor était légal. À mon grand regret, j'étais convaincu de la nécessité de ce que je faisais. J'ai été choqué que, pendant la guerre, alors que je voulais servir mon pays, mon affectation fut celle d'un terrible camp d'extermination. Mais je pensais très souvent que les pilotes des bombardiers ennemis, eux non plus, on ne leur avait pas demandé leur avis pour aller bombarder les habitations allemandes ».
Le 20 décembre 1966, Karl Frenzel fut condamné à la prison à perpétuité pour avoir personnellement tué six juifs et avoir participé au meurtre de masse des juifs comme commandant du camp n° I. Il fut relâché en 1982, rejugé et de nouveau condamné à la prison à vie le 4 octobre 1985. Néanmoins, de par son âge avancé et sa santé fragile, la sentence ne fut pas appliquée et il fut libéré.
Le survivant de Sobibor, Thomas Blatt, fut l'un de ceux qui témoigna dans les procès contre Frenzel après la guerre et quand Frenzel et Blatt se croisèrent, ils décidèrent de se rencontrer dans un hôtel pour discuter de questions historiques et techniques, ceci ayant pour but de servir l'histoire. Pendant que Frenzel racontait, Blatt écrivait. C'est le seul moment connu et avéré où un ancien garde de camp d'extermination SS fut interviewé par un ancien déporté dont il avait la garde.
Des années après la guerre, Frenzel exprima ses remords pour ses actes, mais expliqua qu'il n'avait fait qu'accomplir son devoir. Il renonça à ses croyances dans le parti nazi.
Karl Frenzel passa les dernières années de sa vie dans une maison de retraite à Garbsen du côté de Hanovre où il mourut le 2 septembre 1996.

## Filmographie
En 1987, dans le téléfilm Les Rescapés de Sobibor, le rôle de Frenzel est joué par Kurt Raab.
En 2018, dans le film Sobibor, Karl Frenzel est incarné par Christophe Lambert.